# Tanimbarkoekoeksduif
De tanimbarkoekoeksduif (Macropygia timorlaoensis) is een vogel uit de familie Columbidae (duiven). Deze soort werd vroeger als een ondersoort van de timorkoekoeksduif beschouwd.

## Verspreiding en leefgebied
Deze soort komt voor op  Tanimbar-eilanden.